# Campodorus flavescens
Campodorus flavescens là một loài tò vò trong họ Ichneumonidae.